# استاسیس سابالیاوسکاس
استاسیس سابالیاوسکاس (لیتوانیایی: Stasys Sabaliauskas؛ ۲۲ آوریل ۱۹۰۵ – ۱۶ آوریل ۱۹۲۷) بازیکن فوتبال اهل لیتوانی بود.
از باشگاه‌هایی که در آن بازی کرده‌است می‌توان به باشگاه فوتبال کاونو ژالگیریس اشاره کرد.
وی همچنین در تیم ملی فوتبال لیتوانی بازی کرده‌است.